# Beisel Motorette Company
Beisel Motorette Company war ein US-amerikanischer Hersteller von Automobilen.

## Unternehmensgeschichte
Das Unternehmen hatte seinen Sitz in Monroe in Michigan. Konstrukteur war Frank McPhillips. 1914 begann die Produktion von Automobilen. Der Markenname lautete Beisel. Im April 1914 wurde angekündigt, dass die National United Service Company die Fahrzeuge zwei Jahre lang verkauft. Doch bereits im Juli 1914 beantragte McPhillips die Insolvenz.

## Fahrzeuge
Das einzige Modell wird als Cyclecar bezeichnet, obwohl es die Kriterien nicht erfüllt. Ein Vierzylindermotor von Prugh mit 1560 cm³ Hubraum und 12 PS Leistung trieb über ein Friktionsgetriebe und Riemen die Hinterachse an. Das Fahrgestell hatte 244 cm Radstand. Der Roadster bot Platz für zwei Personen nebeneinander. Das Leergewicht betrug 397 kg.